# Реакция Вагнера
Реа́кция Ва́гнера — химическая реакция, заключающаяся в гидроксилировании алкенов под действием раствора перманганата калия.
По этой реакции русский химик В. В. Марковников получил цис-гександиол из циклогексена ещё в 1878 году, однако реакция носит имя русского химика-органика Е. Е. Вагнера, поскольку именно он подробно её исследовал.

## Механизм реакции
Окисление алкенов (олефинов, терпенов, стероидов и других соединений с кратной C=C связью) проводится в органическом растворителе (ацетоне или этаноле) при 0-10 °C при действии слабого (~1 %) раствора перманганата калия. Реакция является специфической для алкенов и используется для их обнаружения. Продуктом реакции являются соответствующие диолы. Выходы целевых продуктов сравнительно невелики (30-60 %). Реакция является стереоспецифической и протекает через цис-присоединение к молекуле двух гидроксильных групп с образованием сложных циклических эфиров:
Циклические эфиры марганца не были выделены в индивидуальном виде, однако их образование было косвенно показано экспериментами с меченым кислородом. В ходе реакции раствор перманганата калия обесцвечивается и также выпадает чёрный осадок диоксида марганца:
{\displaystyle {\mathsf {2K_{2}MnO_{4}\rightarrow K_{2}MnO_{4}+MnO_{2}\downarrow +O_{2}\uparrow }}}

## Применение
Реакция используется в препаративной химии для синтеза гликолей, содержащих также другие функциональные группы.